# 切拉诺 (诺瓦拉省)
切拉诺（義大利語：Cerano），是意大利诺瓦拉省的一个市镇。总面积32平方公里，人口6924人，人口密度216.4人/平方公里（2009年）。ISTAT代码为003049。